# Stendorf (Ritterhude)
Stendorf ist eine von sechs Ortschaften der Gemeinde Ritterhude im niedersächsischen Landkreis Osterholz und hat rund 623 Einwohner.
Durch Stendorf fließt die Schönebecker Aue, ein rechter Nebenfluss der Weser.

## Geschichte
Am 1. März 1974 wurde Stendorf in die Gemeinde Ritterhude eingegliedert.

## Infrastruktur, Gebäude
- Durch den Ort verläuft in Nord-Süd-Richtung die Landesstraße L 135 und am südwestlichen Ortsrand verläuft die A 27.
- Wohn- und Wirtschaftsgebäude Steenstraße 11 von um 1850 mit Fachwerk; denkmalgeschützt

## Persönlichkeiten
- Hans Blendermann (1906–unbekannt), Kommunalpolitiker